# Carcelimyia dispar
Carcelimyia dispar là một loài ruồi trong họ Tachinidae.